# Eucereon patrona
Eucereon patrona là một loài bướm đêm thuộc phân họ Arctiinae, họ Erebidae.